# Bulbul (Syrië)
Bulbul (Arabisch: الراعي) is een Syrisch dorp in noorden van het Aleppo-gouvernement.
De plaats is het administratieve centrum van Nahiya Bulbul, een subdistrict in het Afrin district en grenst in het noorden aan Turkije.
Bij de volkstelling van 2004 had het dorp 1742 inwoners.

## Naam
Het woord bulbul betekent nachtegaal in het Arabisch, Turks, Perzisch en Koerdisch.

## Syrische Burgeroorlog
Toen het regime van Assad in 2012 zijn troepen terugtrok uit het Afrin district voor de strijd rond Aleppo (stad) werd hun plaats ingenomen door de koerdische Democratische Uniepartij.
Op 2 februari 2018 is Bulbul veroverd  door de Turkse strijdkrachten en het Syrische Nationale leger tijdens Operatie Olijftak. waardoor het de facto onder Turkse controle staat.

Plaats van het subdistrict Bulbul in het Aleppo gouvernement.